# Корін Леонід Євгенович
Леонід Євгенович Корін (рос. Леонид Евгеньевич Корин; 16 жовтня 1975, Ярославль, РРФСР — 29 березня 2023, Бахмут, Україна) — російський кіносценарист і найманець.

## Біографія
В 2010 році з відзнакою закінчив Санкт-Петербурзький державний університет кіно і телебачення (майстерня кінодраматургії Юрія Клепікова). Його дипломний сценарій «Контрабас» про контрактника на Другій чеченській війні був надрукований у першому номері журналу «Мистецтво кіно» за 2011 рік (фільм за ним не був знятий).
В 2022 році вступив в ПВК «Вагнер». Учасник вторгнення в Україну, помічник кулеметника ПКМ розвідувального взводу. Під час штурму Бахмута потрапив під артилерійський обстріл, отримав численні осколкові поранення і загинув.

## Фільмографія
- 2008 — Круїз (короткометражний фільм)
- 2011 — Літєйний (серіал)
- 2012 — Сімейний детектив (серіал)
- 2013 — Лід
- 2015 — Незламна
- 2015 — Останній мент (серіал)
- 2016 — Бачу-знаю (серіал)

## Нагороди

### Кінематограф
- 2007 — XIII Кінофестиваль «Сталкер» — Приз за найкращий сценарій короткометражного фільму («Місія»)
- 2008 — XIV Кінофестиваль «Сталкер» — Приз за найкращий сценарій короткометражного фільму («Старший»)
- 2009 — III Кінофестиваль «Новий Горизонт» — Приз за найкращий сценарій («Круїз»)
- 2015 — Номінація у складі групи сценаристів на спеціальний приз Асоціації продюсерів кіно і телебачення за найкращий сценарій («Незламна»)

### ПВК «Вагнер»
- Золотий хрест «За відвагу та мужність»
- Медаль «За відвагу»
- Медаль «За кров і хоробрість»